# Cronologia dei linguaggi di programmazione
Questo è un elenco cronologico dei linguaggi di programmazione per ordine di apparizione. Di ognuno viene riportato l'eventuale predecessore, l'anno in cui è apparso, il nome del linguaggio stesso, l'autore (se noto) e, in alcuni casi, l'azienda dove è stato sviluppato.

## Prima degli anni '50
| Anno       | Nome                                                | Team di programmatori                                                                           | Predecessore/i               |
| ---------- | --------------------------------------------------- | ----------------------------------------------------------------------------------------------- | ---------------------------- |
| circa 1837 | Analytical Engine order code                        | Charles Babbage e Ada Lovelace                                                                  | −                            |
| 1943-5     | Plankalkül (concetto)                               | Konrad Zuse                                                                                     | −                            |
| 1943-6     | ENIAC coding system                                 | John von Neumann, John Mauchly, J. Presper Eckert, Herman Goldstine alla maniera di Alan Turing | −                            |
| 1946       | ENIAC Short Code                                    | Richard Clippinger, John von Neumann alla maniera di Alan Turing                                | ENIAC coding system          |
| 1946       | Von Neumann e Goldstine graphing system (notazione) | John von Neumann e Herman Goldstine                                                             | ENIAC coding system          |
| 1947       | ARC Assembly                                        | Kathleen Booth                                                                                  | ENIAC coding system          |
| 1948       | CPC Coding scheme                                   | Howard H. Aiken                                                                                 | Analytical Engine order code |
| 1948       | Curry notation system                               | Haskell Curry                                                                                   | ENIAC coding system          |
| 1949       | Brief Code                                          | John Mauchly e William F. Schmitt                                                               | ENIAC Short Code             |
| 1949       | C-10                                                | Betty Holberton                                                                                 | ENIAC Short Code             |
| 1949       | Seeber coding scheme (concetto)                     | Robert Seeber                                                                                   | CPC Coding scheme            |

## Anni '50
| Anno      | Nome                                      | Team di programmatori                                 | Predecessore/i                               |
| --------- | ----------------------------------------- | ----------------------------------------------------- | -------------------------------------------- |
| 1950      | Short Code                                | William F Schmidt, A.B. Tonik, J.R. Logan             | Brief Code                                   |
| 1950      | Birkbeck Assembler                        | Kathleen Booth                                        | ARC                                          |
| 1951      | Superplan                                 | Heinz Rutishauser                                     | Plankalkül                                   |
| 1951      | ALGAE                                     | Edward A Voorhees e Karl Balke                        | −                                            |
| 1951      | Intermediate linguaggio di programmazione | Arthur Burks                                          | Short Code                                   |
| 1951      | Regional Assembly Language                | Maurice Wilkes                                        | EDSAC                                        |
| 1951      | Boehm unnamed coding system               | Corrado Böhm                                          | Aiken CPC system                             |
| 1951      | Klammerausdrücke                          | Konrad Zuse                                           | Plankalkül                                   |
| 1951      | OMNIBAC Symbolic Assembler                | Charles Katz                                          | Short Code                                   |
| 1951      | Stanislaus (notazione)                    | Fritz Bauer                                           | −                                            |
| 1951      | Whirlwind assembler                       | Charles Adams e Jack Gilmore al MIT Project Whirlwind | EDSAC                                        |
| 1951      | Rochester assembler                       | Nat Rochester                                         | EDSAC                                        |
| 1951      | Sort Merge Generator                      | Betty Holberton                                       | −                                            |
| 1952      | A-0                                       | Grace Hopper                                          | C-10 e Short Code                            |
| 1952      | Autocode                                  | Alick Glennie alla maniera di Alan Turing             | Aiken CPC                                    |
| 1952      | Editing Generator                         | Milly Koss                                            | SORT/MERGE                                   |
| 1952      | COMPOOL                                   | RAND/SDC                                              | −                                            |
| 1953      | Speedcoding                               | John W. Backus                                        | −                                            |
| 1953      | READ/PRINT                                | Don Harroff, James Fishman, George Ryckman            | −                                            |
| 1954      | Laning e Zierler system                   | Laning, Zierler, Adams al MIT Project Whirlwind       | −                                            |
| 1954      | Mark I Autocode                           | Tony Brooker                                          | Glennie Autocode                             |
| 1954-1955 | Fortran (concetto)                        | Team condotto da John W. Backus alla IBM              | Speedcoding                                  |
| 1954      | ARITH-MATIC                               | Team condotto da Grace Hopper all'UNIVAC              | A-0                                          |
| 1954      | MATH-MATIC                                | Team condotto da Charles Katz                         | A-0                                          |
| 1954      | MATRIX MATH                               | H G Kahrimanian                                       | −                                            |
| 1954      | IPL I (concetto)                          | Allen Newell, Cliff Shaw, Herbert Simon               | −                                            |
| 1955      | FLOW-MATIC                                | Team condotto da Grace Hopper all'UNIVAC              | A-0                                          |
| 1955      | BACAIC                                    | M. Grems e R. Porter                                  |                                              |
| 1955      | PACT I                                    | SHARE                                                 | FORTRAN, A-2                                 |
| 1955-6    | Sequentielle Formelübersetzung            | Fritz Bauer e Karl Samelson                           | Boehm                                        |
| 1955-6    | IT                                        | Team condotto da Alan Perlis                          | Laning e Zerler                              |
| 1955      | PRINT                                     | IBM                                                   |                                              |
| 1958      | IPL II (implementazione)                  | Allen Newell, Cliff Shaw, Herbert Simon               | IPL I                                        |
| 1956-1958 | Lisp (concetto)                           | John McCarthy                                         | IPL                                          |
| 1956      | APT                                       | MIT                                                   |                                              |
| 1957      | COMTRAN                                   | Bob Bemer                                             | FLOW-MATIC                                   |
| 1957      | FORTRAN "I" (implementazione)             | John W. Backus all'IBM                                | FORTRAN 0                                    |
| 1957-1958 | UNICODE                                   | Remington Rand UNIVAC                                 | MATH-MATIC                                   |
| 1957      | COMIT (concetto)                          |                                                       | −                                            |
| 1958      | FORTRAN II                                | Team condotto da John W. Backus all'IBM               | FORTRAN I                                    |
| 1958      | ALGOL 58 (IAL)                            | ACM/GAMM                                              | FORTRAN, IT e Sequentielle Formelübersetzung |
| 1958      | IPL V                                     | Allen Newell, Cliff Shaw, Herbert Simon               | IPL II                                       |
| 1959      | FACT                                      | Fletcher R. Jones, Roy Nutt, Robert L. Patrick        | −                                            |
| 1959      | COBOL (concetto)                          | The CODASYL Committee                                 | FLOW-MATIC, COMTRAN, FACT                    |
| 1959      | JOVIAL                                    | Jules Schwartz al System Development Corporation      | ALGOL 58                                     |
| 1959      | Lisp (implementazione)                    | John McCarthy                                         | IPL                                          |
| 1959      | TRAC (concetto)                           | Mooers                                                |                                              |

## Anni '60
| Anno  | Nome                            | Team di programmatori                                                                                                | Predecessore/i           |
| ----- | ------------------------------- | --- | ------------------------ |
| 1960  | ALGOL 60                        | | ALGOL 58                 |
| 1960  | COBOL 61 (implementazione)      | The CODASYL Committee                                                                                                | FLOW-MATIC, COMTRAN      |
| 1961  | COMIT (implementazione)         | | −                        |
| 1962  | FORTRAN IV                      | | FORTRAN II               |
| 1962  | APL (concetto)                  | Iverson | −                        |
| 1962  | MAD                             | Arden ed altri | ALGOL 58                 |
| 1962  | Simula (concetto)               | | ALGOL 60                 |
| 1962  | SNOBOL                          | Griswold ed altri | FORTRAN II, COMIT        |
| 1963  | CPL                             | Barron, Strachey ed altri                                                                                            | ALGOL 60                 |
| 1963  | SNOBOL3                         | Griswold ed altri | SNOBOL                   |
| 1963  | ALGOL 68 (concetto)             | van Wijngaarden ed altri                                                                                             | ALGOL 60                 |
| 1963  | JOSS I                          | Cliff Shaw, RAND | ALGOL 58                 |
| 1964  | MIMIC                           | H. E. Petersen ed altri                                                                                              | MIDAS                    |
| 1964  | COWSEL                          | Burstall, Popplestone                                                                                                | CPL, Lisp                |
| 1964  | PL/I (concetto)                 | IBM | ALGOL 60, COBOL, FORTRAN |
| 1964  | BASIC                           | Kemeny e Kurtz | FORTRAN II, JOSS         |
| 1964  | IBM RPG                         | IBM | FARGO                    |
| 1964  | Mark-IV                         | Informatics |                          |
| 1964  | Speakeasy-2                     | Stanley Cohen all'Argonne National Laboratory                                                                        | Speakeasy                |
| 1964  | TRAC (implementazione)          | Mooers |                          |
| 1964? | IITRAN                          | |                          |
| 1965  | TELCOMP                         | BBN | JOSS                     |
| 1966  | JOSS II                         | Chuck Baker, RAND | JOSS I                   |
| 1966  | ALGOL W                         | Niklaus Wirth, C. A. R. Hoare                                                                                        | ALGOL 60                 |
| 1966  | FORTRAN 66                      | | FORTRAN IV               |
| 1966  | ISWIM                           | Landin | Lisp                     |
| 1966  | CORAL66                         | | ALGOL 60                 |
| 1967  | BCPL                            | Richards | CPL                      |
| 1967  | MUMPS                           | Massachusetts General Hospital                                                                                       | FORTRAN, TELCOMP         |
| 1967  | APL (implementazione)           | Iverson | −                        |
| 1967  | SIMULA 67 (implementazione)     | Dahl, Myhrhaug e Nygaard alla Norsk Regnesentral                                                                     | ALGOL 60                 |
| 1967  | Interlisp                       | D.G. Bobrow e D.L. Murphy                                                                                            | Lisp                     |
| 1967  | SNOBOL4                         | Griswold ed altri | SNOBOL3                  |
| 1967  | XPL                             | W. M. McKeeman ed altri all'Università della California, Santa Cruz. J. J. Horning ed altri alla Stanford University | PL/I                     |
| 1968  | ALGOL 68 (UNESCO/IFIP standard) | A. van Wijngaarden, B.J. Mailloux, J.E.L. Peck e Cornelis H. A. Koster ed altri                                      | ALGOL 60                 |
| 1968  | POP-1                           | Burstall, Popplestone                                                                                                | COWSEL                   |
| 1968  | DIBOL-8                         | DEC | DIBOL                    |
| 1968  | FORTH (concetto)                | Moore |                          |
| 1968  | LOGO                            | Papert | Lisp                     |
| 1968  | MAPPER                          | Unisys | CRT RPS                  |
| 1968  | Refal (implementazione)         | Valentin Turchin | −                        |
| 1969  | PL/I (implementazione)          | IBM | ALGOL 60, COBOL, FORTRAN |
| 1969  | B                               | Ken Thompson, con il contributo di Dennis Ritchie                                                                    | BCPL                     |
| 1969  | PPL                             | Thomas A. Standish all'Università di Harvard                                                                         |                          |
| 1969  | SETL                            | Jack Schwartz al Courant Institute of Mathematical Sciences                                                          |                          |
| 1969  | TUTOR                           | Università dell'Illinois - Urbana-Champaign                                                                          |                          |

## Anni '70
| Anno  | Nome                              | Team di programmatori                                         | Predecessore/i            |
| ----- | --------------------------------- | ------------------------------------------------------------- | ------------------------- |
| 1970? | FORTH (implementazione)           | Moore                                                         |                           |
| 1970  | POP-2                             |                                                               | POP-1                     |
| 1970  | Pascal                            | Wirth, Jensen                                                 | ALGOL 60, ALGOL W         |
| 1971  | Sue                               | Holt ed altri all'Università di Toronto                       | Pascal, XPL               |
| 1972  | Smalltalk                         | Xerox PARC                                                    | SIMULA 67                 |
| 1972  | PL/M                              | Kildall al Digital Research                                   | PL/I, ALGOL, XPL          |
| 1972  | C                                 | Dennis Ritchie                                                | B, BCPL, ALGOL 68         |
| 1972  | INTERCAL                          | Don Woods e James M. Lyon                                     | −                         |
| 1972  | Prolog                            | Colmerauer                                                    | 2-level W-Grammar         |
| 1973  | COMAL                             | Christensen, Løfstedt                                         | Pascal, BASIC             |
| 1973  | ML                                | Robin Milner                                                  |                           |
| 1973  | LIS                               | Ichbiah ed altri al CII Honeywell Bull                        | Pascal, Sue               |
| 1973  | Speakeasy-3                       | Stanley Cohen, Steven Pieper all'Argonne National Laboratory  | Speakeasy-2               |
| 1974  | GRASS                             | DeFanti                                                       | BASIC                     |
| 1974  | BASIC FOUR                        | MAI BASIC Four Inc.                                           | Business BASIC            |
| 1975  | ABC                               | Leo Geurts e Lambert Meertens                                 | SETL                      |
| 1975  | Scheme                            | Sussman, Steele                                               | Lisp                      |
| 1975  | Altair BASIC                      | Gates, Allen                                                  | BASIC                     |
| 1975  | CS-4                              | Miller, Brosgol ed altri all'Intermetrics                     | ALGOL 68, BLISS, ECL, HAL |
| 1975  | Modula                            | Wirth                                                         | Pascal                    |
| 1976  | Smalltalk-76                      | Xerox PARC                                                    | Smalltalk-72              |
| 1976  | Ratfor                            | Kernighan                                                     | C, FORTRAN                |
| 1976  | S                                 | John Chambers ai Bell Laboratories                            | APL, PPL, Scheme          |
| 1977  | FP                                | John Backus                                                   | −                         |
| 1977  | Bourne shell (sh)                 | Bourne                                                        | −                         |
| 1977  | IDL                               | David Stern of Research Systems Inc                           | Fortran                   |
| 1977  | Standard MUMPS                    |                                                               | MUMPS                     |
| 1977  | Icon (concetto)                   | Griswold                                                      | SNOBOL                    |
| 1977  | Green                             | Ichbiah ed altri al CII Honeywell Bull per US Dept of Defense | ALGOL 68, LIS             |
| 1977  | Red                               | Brosgol ed altri all'Intermetrics per US Dept of Defense      | ALGOL 68, CS-4            |
| 1977  | Blue                              | Goodenough ed altri al SofTech per US Dept of Defense         | ALGOL 68,                 |
| 1977  | Yellow                            | Spitzen ed altri al SRI International per US Dept of Defense  | ALGOL 68,                 |
| 1978? | MATLAB                            | Moler all'Università del New Mexico                           | −                         |
| 1978? | SMALL                             | Brownlee all'Università di Auckland                           | Algol60                   |
| 1978  | SQL aka structured query language | IBM                                                           | Ingres                    |
| 1978  | VisiCalc                          | Bricklin, Frankston marketed by VisiCorp                      | −                         |
| 1979  | Modula-2                          | Wirth                                                         | Modula                    |
| 1979  | REXX                              | Cowlishaw                                                     | PL/I, BASIC, EXEC 2       |
| 1979  | Awk                               | Aho, Weinberger, Kernighan                                    | C, SNOBOL                 |
| 1979  | Icon (implementazione)            | Griswold                                                      | SNOBOL                    |
| 1979  | Vulcan dBase-II                   | Ratliff                                                       | −                         |

## Anni '80
| Anno      | Nome             | Team di programmatori                                       | Predecessore/i                            |
| --------- | ---------------- | ----------------------------------------------------------- | ----------------------------------------- |
| 1980      | C with classes   | Stroustrup                                                  | C, SIMULA 67                              |
| 1980-1981 | CBASIC           | Gordon Eubanks                                              | BASIC, Compiler Systems, Digital Research |
| 1982?     | Speakeasy-IV     | Stanley Cohen ed altri alla Speakeasy Computing Corporation | Speakeasy-3                               |
| 1982      | Objective-C      | Brad Cox                                                    | Smalltalk, C                              |
| 1983      | GW-BASIC         | Microsoft                                                   | IBM BASICA                                |
| 1983      | Ada              | CII Honeywell Bull                                          | Green                                     |
| 1983      | C++              | Stroustrup                                                  | C with Classes                            |
| 1983      | True BASIC       | Kemeny, Kurtz al Dartmouth College                          | BASIC                                     |
| 1983      | occam            | David May                                                   | EPL                                       |
| 1983?     | ABAP             | SAP AG                                                      | COBOL                                     |
| 1984?     | Korn shell (ksh) | David Korn                                                  | sh                                        |
| 1984      | RPL              | Hewlett-Packard                                             | Forth, Lisp                               |
| 1984      | Standard ML      |                                                             | ML                                        |
| 1984      | CLIPPER          | Nantucket                                                   | dBase                                     |
| 1984      | Common Lisp      | Guy L. Steele, Jr. e many others                            | Lisp                                      |
| 1984      | Redcode          | Alexander Dewdney e D.G. Jones                              |                                           |
| 1984      | OPL              | PSION                                                       |                                           |
| 1985      | Object Pascal    | Apple Computer                                              | Pascal                                    |
| 1985      | PARADOX          | Borland                                                     | dBase                                     |
| 1985      | PostScript       | Warnock                                                     | InterPress                                |
| 1985      | QuickBASIC       | Microsoft                                                   | BASIC                                     |
| 1986      | GFA BASIC        | Frank Ostrowski                                             | BASIC                                     |
| 1986      | Miranda          | David Turner all'Università del Kent                        |                                           |
| 1986      | LabVIEW          | National Instruments                                        |                                           |
| 1986      | Eiffel           | Meyer                                                       | SIMULA 67                                 |
| 1986      | Informix-4GL     | Informix                                                    |                                           |
| 1986      | PROMAL           |                                                             | C                                         |
| 1986      | CorVision        | Cortex                                                      | INFORM                                    |
| 1987      | Self (concetto)  | Sun Microsystems Inc.                                       | Smalltalk                                 |
| 1987      | occam 2          | David May e INMOS                                           | occam                                     |
| 1987      | HyperTalk        | Apple                                                       | −                                         |
| 1987      | Perl             | Wall                                                        | C, sed, awk, sh                           |
| 1987      | Oberon           | Wirth                                                       | Modula-2                                  |
| 1987      | Erlang           | Joe Armstrong e others in Ericsson                          | Prolog                                    |
| 1987      | Mathematica      | Wolfram Research                                            | −                                         |
| 1987      | Turbo Basic      | Robert 'Bob' Zale                                           | BASIC/Z                                   |
| 1988      | Octave           |                                                             | MATLAB                                    |
| 1988      | Tcl              | Ousterhout                                                  | Awk, Lisp                                 |
| 1988      | STOS BASIC       | François Lionet e Constantin Sotiropoulos                   | BASIC                                     |
| 1988      | Object REXX      | Simon C. Nash                                               | REXX                                      |
| 1988      | SPARK            | Bernard A. Carré                                            | Ada                                       |
| 1988      | A+               | Arthur Whitney                                              | APL                                       |
| 1989      | Turbo Pascal OOP | Hejlsberg alla Borland                                      | Turbo Pascal, Object Pascal               |
| 1989      | Modula-3         | Cardeli, et al. DEC e Olivetti                              | Modula-2                                  |
| 1989      | PowerBASIC       | Robert 'Bob' Zale                                           | Turbo Basic                               |
| 1989      | VisSim           | Peter Darnell, Visual Solutions                             |                                           |

## Anni '90
| Anno  | Nome                      | Team di programmatori                                                | Predecessore/i                                     |
| ----- | ------------------------- | -------------------------------------------------------------------- | -------------------------------------------------- |
| 1990  | AMOS BASIC                | François Lionet e Constantin Sotiropoulos                            | STOS BASIC                                         |
| 1990  | Object Oberon             | H Mössenböck, J Templ, R Griesemer                                   | Oberon                                             |
| 1990  | J                         | Iverson, R. Hui all'Iverson Software                                 | APL, FP                                            |
| 1990  | Haskell                   |                                                                      | Miranda                                            |
| 1990  | EuLisp                    |                                                                      | Common Lisp, Scheme                                |
| 1991  | Oberon-2                  | Hanspeter Mössenböck, Wirth                                          | Object Oberon                                      |
| 1991  | Python                    | Van Rossum                                                           | ABC, ALGOL 68, Icon, Modula-3                      |
| 1991  | Oz                        | Gert Smolka e i suoi studenti                                        | Prolog                                             |
| 1991  | Q                         | Albert Gräf                                                          |                                                    |
| 1991  | Visual Basic              | Alan Cooper, venduto alla Microsoft                                  | QuickBASIC                                         |
| 1992  | Borland Pascal            |                                                                      | Turbo Pascal OOP                                   |
| 1992  | Dylan                     | vari sviluppatori alla Apple Computer                                | Common Lisp, Scheme                                |
| 1993? | Z shell (zsh)             |                                                                      | ksh                                                |
| 1993? | Self (implementazione)    | Sun Microsystems Inc.                                                | Smalltalk                                          |
| 1993  | Brainfuck                 | Urban Müller                                                         | −                                                  |
| 1993  | FALSE                     | Wouter van Oortmerssen                                               | Forth                                              |
| 1993  | Revolution Transcript     |                                                                      | HyperTalk                                          |
| 1993  | AppleScript               | Apple                                                                | HyperTalk                                          |
| 1993  | K                         | Arthur Whitney                                                       | APL, Lisp                                          |
| 1993  | Ruby                      | Yukihiro Matsumoto                                                   | Smalltalk, Perl                                    |
| 1993  | Lua                       | Roberto Ierusalimschy ed altri al Tecgraf, PUC-Rio                   | Python, Lua                                        |
| 1993  | ZPL                       | Chamberlain ed altri all'Università di Washington                    | C                                                  |
| 1993  | NewtonScript              | Walter Smith                                                         | Self, Dylan                                        |
| 1994  | ANSI Common Lisp          |                                                                      | Common Lisp                                        |
| 1994  | PHP                       | Rasmus Lerdorf                                                       | Perl                                               |
| 1994  | Pike                      | Fredrik Hübinette et al. all'Università di Linköping                 | LPC, C, µLPC                                       |
| 1994  | ANS Forth                 | Elizabeth Rather, et al.                                             | Forth                                              |
| 1995  | Borland Delphi            | Anders Hejlsberg alla Borland                                        | Borland Pascal                                     |
| 1995  | ColdFusion (CFML)         | Allaire                                                              |                                                    |
| 1995  | Java                      | James Gosling alla Sun Microsystems                                  | C, SIMULA67 OR C++, Smalltalk, Ada 83, Objective-C |
| 1995  | LiveScript                | Brendan Eich alla Netscape                                           | Self, C                                            |
| 1995  | SQL                       | Michael Widenius e David Axmark                                      | C, C++                                             |
| 1995  | Ada 95                    | Tucker Taft                                                          | Ada 83                                             |
| 1996  | Curl                      | David Kranz, Steve Ward, Chris Terman al MIT                         | Lisp, C++, Tcl/Tk, TeX, HTML                       |
| 1996  | JavaScript                | Brendan Eich alla Netscape                                           | LiveScript                                         |
| 1996  | Perl Data Language (PDL)  | Karl Glazebrook, Jarle Brinchmann, Tuomas Lukka, e Christian Soeller | APL, Perl                                          |
| 1996  | R                         | Robert Gentleman e Ross Ihaka                                        | S                                                  |
| 1996  | NetRexx                   | Cowlishaw                                                            | REXX                                               |
| 1996  | Lasso                     | Blue World Communication                                             |                                                    |
| 1996  | SuperCollider             | James McCartney                                                      |                                                    |
| 1997  | Component Pascal          | Oberon microsystems, Inc                                             | Oberon-2                                           |
| 1997  | E                         | Mark S. Miller                                                       | Joule, Original-E                                  |
| 1997  | Pico                      | Libera Università di Bruxelles                                       | Scheme                                             |
| 1997  | Squeak Smalltalk          | Alan Kay ed altri alla Apple Computer                                | Smalltalk-80, Self                                 |
| 1997  | ECMAScript                | ECMA TC39-TG1                                                        | JavaScript                                         |
| 1997  | F-Script                  | Philippe Mougin                                                      | Smalltalk, APL, Objective-C                        |
| 1997  | ISLISP                    | ISO Standard ISLISP                                                  | Common Lisp                                        |
| 1997  | Tea                       | Jorge Nunes                                                          | Java, Scheme, Tcl                                  |
| 1997  | REBOL                     | Carl Sassenrath, Rebol Technologies                                  | Self, Forth, Lisp, Logo                            |
| 1998  | Standard C++              | ANSI/ISO Standard C++                                                | C++, Standard C                                    |
| 1998  | Open Source Erlang        | Ericsson                                                             | Erlang                                             |
| 1998  | PIKT                      | Robert Osterlund (all'Università di Chicago)                         | AWK, Perl, Unix shell                              |
| 1999  | XSLT (+ XPath)            | W3C, James Clark                                                     | DSSSL                                              |
| 1999  | Game Maker Language (GML) | Mark Overmars                                                        | Game Maker                                         |

## Anni 2000
| Anno | Nome               | Team di programmatori                  | Predecessore/i                               |
| ---- | ------------------ | -------------------------------------- | -------------------------------------------- |
| 2000 | Join Java          | G Stewart von Itzstein                 | Java                                         |
| 2000 | Joy                | von Thun                               | FP, Forth                                    |
| 2000 | D                  | Walter Bright al Digital Mars          | C, C++, C#, Java                             |
| 2000 | XL                 | Christophe de Dinechin                 | Ada, C++, Lisp                               |
| 2000 | C#                 | Anders Hejlsberg per Microsoft (ECMA)  | C, C++, Java, Delphi, Modula-2               |
| 2000 | Ferite             | Chris Ross                             | C, C++, Java, PHP, Python, Ruby, Scheme      |
| 2001 | AspectJ            | Xerox PARC                             | Java                                         |
| 2001 | Visual Basic .NET  | Microsoft                              | Visual Basic                                 |
| 2002 | Io                 | Steve Dekorte                          | Self, NewtonScript                           |
| 2003 | Nemerle            | Università di Breslavia                | C#, ML, MetaHaskell                          |
| 2003 | Factor             | Slava Pestov                           | Joy, Forth, Lisp                             |
| 2003 | Scala              | Martin Odersky                         | Smalltalk, Java, Haskell, Standard ML, OCaml |
| 2003 | Squirrel           | Alberto Demichelis                     | Lua                                          |
| 2004 | Subtext            | Jonathan Edwards                       | −                                            |
| 2004 | Boo                | Rodrigo B. de Oliveira                 | Python, C#                                   |
| 2004 | Groovy             | James Strachan                         | Java                                         |
| 2005 | F#                 | Don Syme alla Microsoft Research       | Objective Caml, C#, Haskell                  |
| 2005 | Seed7              | Thomas Mertes                          | −                                            |
| 2006 | Links              | Philip Wadler, Università di Edinburgh | Haskell                                      |
| 2006 | Kite               | Mooneer Salem                          | −                                            |
| 2006 | Windows PowerShell | Microsoft                              | C#, ksh, Perl, CL, DCL, SQL                  |
| 2007 | Fan                | Brian Frank, Andy Frank                | C#, Scala, Ruby, Erlang                      |
| 2007 | Vala               | GNOME                                  | C#                                           |
| 2007 | Clojure            | Rich Hickey                            | Lisp, ML, Haskell, Erlang                    |
| 2007 | Oberon-07          | Wirth                                  | Oberon                                       |
| 2007 | Ada 2005           | Ada Rapporteur Group                   | Ada 95                                       |
| 2008 | Nimrod             | Andreas Rumpf                          | Lisp, Python, C                              |
| 2009 | Go                 | Google                                 | C, Oberon, Limbo                             |

## Anni 2010
| Anno | Nome       | Team di programmatori                                                                          | Predecessore/i                                                                                               |
| ---- | ---------- | ---------------------------------------------------------------------------------------------- | --- |
| 2010 | Chapel     | Cray Inc.                                                                                      | HPF, ZPL |
| 2011 | Ceylon     | Gavin King e il suo team per conto di Red Hat                                                  | Java |
| 2011 | DART       | Google                                                                                         | Java, JavaScript                                                                                             |
| 2011 | Elm        | Evan Czaplicki                                                                                 | Haskell, Standard ML, OCaml, F#                                                                              |
| 2011 | Kotlin     | JetBrains                                                                                      | Java, Scala, Groovy, C#, Gosu                                                                                |
| 2011 | C++11      | C++ ISO/IEC 14882:2011                                                                         | C++, Standard C, C                                                                                           |
| 2011 | Red        | Nenad Rakocevic                                                                                | Rebol, Scala, Lua                                                                                            |
| 2012 | Rust       | Inizialmente Graydon Hoare, poi i Rust Project Developers, finanziati dalla Mozilla Foundation | Alef, C++, Camlp4, Common Lisp, Erlang, Hermes, Limbo, Napier, Napier88, Newsqueak, NIL, Sather, Standard ML |
| 2012 | Elixir     | José Valim                                                                                     | Erlang, Ruby, Clojure                                                                                        |
| 2012 | TypeScript | Anders Hejlsberg, Microsoft                                                                    | JavaScript, CoffeeScript                                                                                     |
| 2012 | Julia      | Jeff Bezanson, Stefan Karpinski, Viral Shah, Alan Edelman, MIT                                 | MATLAB, Lisp, C, Fortran, Mathematica (strictly its Wolfram Language), Python, Perl, R, Ruby, Lua            |
| 2012 | Ada 2012   | ARA e Ada Europe                                                                               | Ada 2005, ISO/IEC 8652:1995/Amd 1:2007                                                                       |
| 2014 | Hack       | Facebook                                                                                       | PHP |
| 2014 | Swift      | Apple Inc.                                                                                     | Objective-C, Rust, Haskell, Ruby, Python, C#, CLU                                                            |
| 2014 | C++14      | C++ ISO/IEC 14882:2014                                                                         | C++, Standard C, C                                                                                           |